# ليليان تورام
ليليان ثورام (بالفرنسية: Lilian Thuram)‏ ، ولد في 1 يناير 1972 ببلدة بوينتا بيتري في منطقة غواديلوبي. ، لاعب كرة قدم فرنسي لعب مع منتخب فرنسا لكرة القدم في السابق قبل اعتزاله دوليا، وحصل مع فريقه على كأس العالم 1998 وبطولة أوروبا 2000. يلعب في خط الدفاع ويعتبر واحد من أفضل مدافعي كرة القدم في التاريخ. بعد اعتزاله، ألّف ثورام كتب في مواضيع اجتماعية وخاصةً المتعلقة بالعنصرية.
ثورام هو اللاعب الأكثر مشاركة في تاريخ المنتخب الفرنسي حيث شارك في 142 مباراة بين عامي 1994 و 2008. بدأ لعب كرة القدم بشكل احترافي في وطنه مع موناكو ولعب في الدرجة الأولى في فرنسا وإيطاليا وإسبانيا لأكثر من 15 موسم، مع فترات ملحوظة في الدوري الإيطالي مع كل من بارما ويوفنتوس قبل أن ينهي مسيرته مع برشلونة. مع فرنسا، كان ثورام لاعباً أساسياً في الفريق الذي فاز كأس العالم 1998. فاز فريقه أيضًا ببطولة أمم أوروبا 2000، وكان في تشكيلة الفريق لكأس العالم 2006 (حيث احتلت فرنسا المركز الثاني). كان لاعبًا سريعًا وقويًا ومتعدد الاستخدامات، وكان قادرًا على اللعب كقلب دفاع أو كظهير أيمن، وكان مؤهلاً هجوميًا ودفاعيًا. على الرغم من أسلوبه الجسدي والعدواني في اللعب، فقد تم وصف تورام بأنه شخصية «مجتهد» خارج الملعب.
في عام 2010، أصبح سفيراً لليونيسف، وعُرف بمبادراته لمكافحة العنصرية.

## نشأته
ولد ثورام في جوادلوب في جزر الهند الغربية الفرنسية. انتقلت عائلته إلى فرنسا في عام 1981.

## المسيرة مع الأندية
بدأت مسيرة تورام الكروية مع موناكو في دوري الدرجة الأولى الفرنسي عام 1991. ثم انتقل إلى بارما (1996-2001) ثم إلى يوفنتوس (2001-2006) مقابل 25 مليون جنيه استرليني، وفي النهاية إلى برشلونة في عام 2006.

### موناكو
بدأ تورام مسيرته المهنية مع موناكو في عام 1991. لقد ظهر مرة واحدة فقط في ذلك الموسم، ولكن تمت ترقيته رسميًا إلى الفريق الأول في الموسم التالي، عندما كان سيشارك في 19 مباراة. تم إدخاله في التشكيلة الأساسية بحلول نهاية عام 1992 وسيستمر في الظهور في 155 مباراة في الدوري مع فريق الدوري الفرنسي، قبل أن ينتقل إلى بارما في صيف عام 1996. ظهر لأول مرة مع منتخب بلاده في عام 1994، أثناء وجوده في موناكو. مع موناكو، فاز بشكل ملحوظ بكأس فرنسا في 1991، ووصل أيضًا إلى نهائي كأس الكؤوس الأوروبية 1991-1992. ومع ذلك، سجل تورام هدفه الوحيد في دوري أبطال أوروبا في مسيرته مع موناكو في الفوز 4-1 على سبارتاك موسكو في موسم 1993-94.
بارما
في يوليو 1996، قام تورام بانتقال رفيع المستوى إلى إيطاليا للانضمام إلى نادي بارما الإيطالي. في موسمه الأول، خاض أكثر من 40 مباراة للنادي في جميع المسابقات، وسجل هدفًا واحدًا، حيث احتل بارما المركز الثاني في الدوري الإيطالي 1996-97 إلى يوفنتوس. حافظ على مركزه الأساسي في الدفاع طوال فترة وجوده مع بارما، حيث شارك في 163 مباراة بالدوري الإيطالي وسجل هدفًا واحدًا في الدوري. إجمالاً، خاض أكثر من 200 مباراة مع النادي، وصنع اسمًا لنفسه حقًا، وخاض أيضًا مباراة دولية مع فرنسا. بعد موسم آخر مثير للإعجاب في 2000-01، حيث وصل بارما إلى نهائي كأس إيطاليا، وأنهى موسم الدوري الإيطالي في المركز الرابع، انتقل مع زميله جانلويجي بوفون إلى يوفنتوس. كلف انتقاله النادي 80 مليار ليرة إيطالية (حوالي 41 مليون يورو). أثناء وجوده في بارما، جنبًا إلى جنب مع زملائه في فريق يوفنتوس في نهاية المطاف بوفون وفابيو كانافارو، فاز تورام بكأس الاتحاد الأوروبي وكأس إيطاليا خلال موسم 1998-99، تلاه مباشرة كأس السوبر الإيطالي 1999.

### يوفنتوس
في صيف عام 2001، انتقل تورام إلى يوفنتوس مع حارس المرمى جيانلويجي بوفون. أقام تورام شراكات دفاعية مع أمثال سيرو فيرارا، وباولو مونتيرو، وجيانلوكا بيسوتو، ومارك يوليانو، وأليساندرو بيرينديلي، وإيجور تودور، وجيانلوكا زامبروتا، ونيكولا ليجروتاجلي، وفابيو كانافارو، وجورجيو كيليني، وفيدريكو بالزاريتي، وجوناثان -زاريتي. النادي. في موسمه الأول مع النادي، كظهير أيمن تحت قيادة مارتشيلو ليبي، فاز تورام بلقب الدوري الإيطالي 2001–02، ووصل أيضًا إلى نهائي كأس إيطاليا 2001–02 . بدأ يوفنتوس الموسم التالي بفوزه ببطولة كأس السوبر الإيطالي 2002، ودافع عن لقبه في الدوري الإيطالي، ووصل أيضًا إلى نهائي دوري أبطال أوروبا 2003، حيث خسر أمام غريمه ميلان بركلات الترجيح.
فاز يوفنتوس بلقب كأس السوبر الإيطالي 2003 في الموسم التالي، ووصل إلى نهائي كأس إيطاليا 2003-04، لكنه احتل المركز الثالث بشكل مخيب للآمال في دوري الدرجة الأولى الإيطالي، وفشل في التقدم بعد الدور الثاني في دوري أبطال أوروبا. خلال موسمي 2004-2005 و2005-2006 تحت قيادة المدرب فابيو كابيلو، تولى تورام مع فابيو كانافارو في قلب الدفاع، مع جانلويجي بوفون في المرمى، جوناثان زيبينا في مركز الظهير الأيمن وجيانلوكا زامبروتا في الظهير الأيسر شكلت واحدة من أغلى الدفاعات في أوروبا وإيطاليا، وكذلك من الأكثر قوة. خلال هذين الموسمين التاليين مع النادي، فاز تورام بالسكوديتو مرتين أخريين مع يوفنتوس، على الرغم من إلغاء ألقاب الدوري المتتالية هذه في وقت لاحق بسبب تورط يوفنتوس في فضيحة كرة القدم الإيطالية لعام 2006 (كالسيوبولي). بعد خمس سنوات مع يوفنتوس، انتقل تورام إلى برشلونة في الدوري الإسباني، في أعقاب فضيحة الكاليوبولي. أدار أكثر من 200 مباراة مع النادي بهدفين.

### برشلونة
في 24 يوليو 2006، وقع تورام مع برشلونة مقابل 5 ملايين يورو بعد هبوط يوفنتوس إلى دوري الدرجة الثانية بسبب فضيحة الكاليوبولي.
في الموسم الأخير لتورام مع برشلونة (2007–08)، كان الخيار الثالث أو الرابع في مركز قلب الدفاع بعد كارليس بويول وغابرييل ميليتو ورافائيل ماركيز.
في 26 يونيو 2008، ورد أنه وقع عقدًا لمدة عام واحد مع خيار لمدة عام آخر مع باريس سان جيرمان. لكن الصفقة أُلغيت بعد فترة وجيزة بسبب تشخيص إصابته بعيب في القلب تسبب في وفاة شقيقه. في 2 أغسطس، أعلن اعتزاله النهائي من كرة القدم المحترفة بسبب حالته.

## المسيرة الدولية

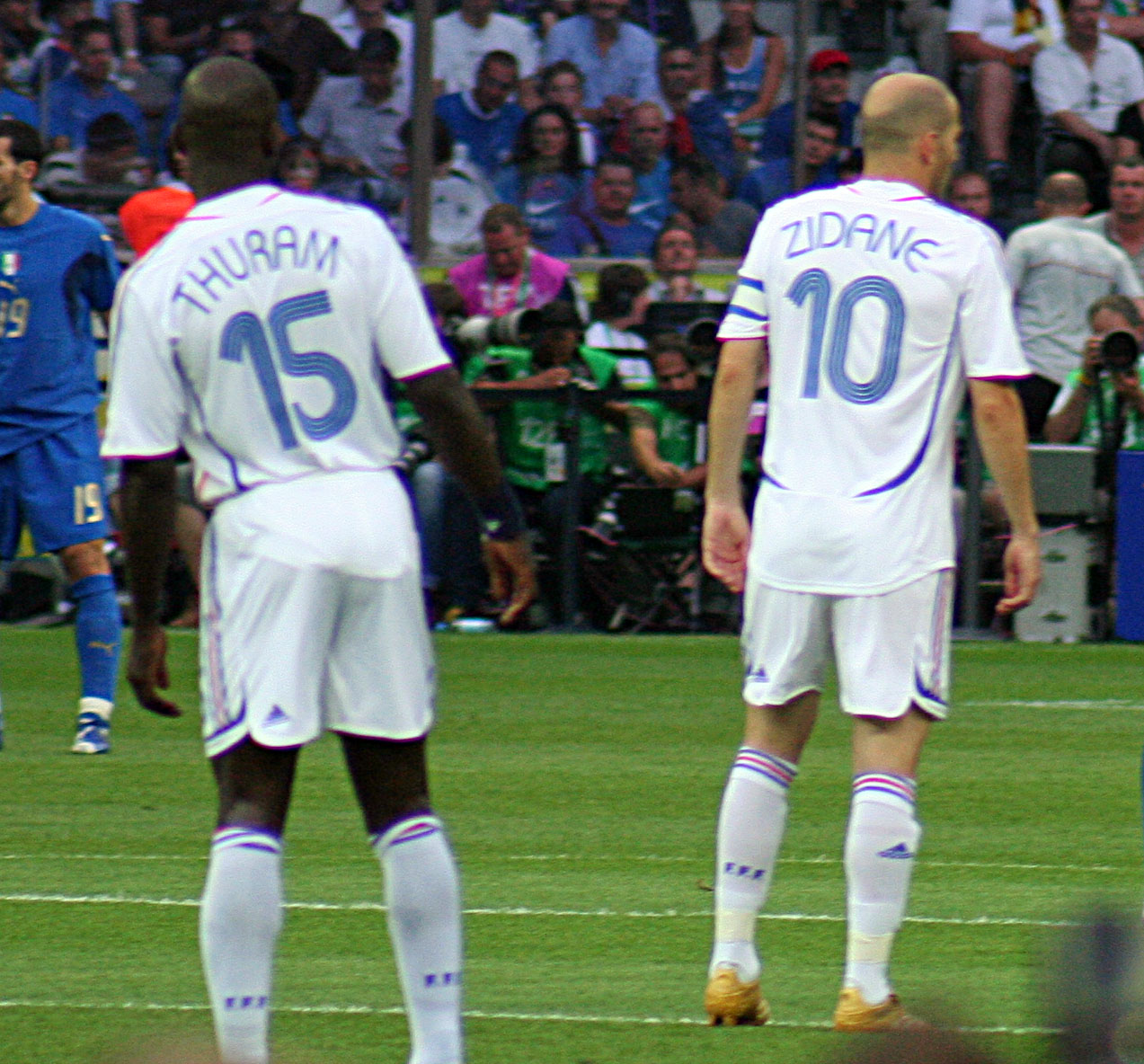
نهائي كأس العالم 2006

بعد أن أصبح منتخب فرنسا بطلاً لكأس العالم 1998، كان تورام جزءًا لا يتجزأ من انتصار فرنسا في بطولة أمم أوروبا 2000، مما أدى إلى تصنيف الاتحاد الدولي لكرة القدم للفريق في المرتبة الأولى من 2001 إلى 2002. كما لعب في نهائيات كأس العالم 2002، كأس العالم 2006، يورو 1996، يورو 2004 ويورو 2008، بالإضافة إلى فوزه بكأس القارات 2003 . في فوز فرنسا 2-1 على إنجلترا في يورو 2004، أصبح تورام ثالث لاعب فرنسي يخوض 100 مباراة دولية، بعد زملائه بطل 1998 ديدييه ديشامب ومارسيل ديساي.

### كأس العالم 1998
تم اختيار تورام في المنتخب الفرنسي لكأس العالم 1998 ولعب دورًا رئيسيًا في البطولة بأكملها، وعلى الأخص في مباراة نصف النهائي ضد كرواتيا. بعد خروجه من المركز والخطأ في هدف كرواتيا الافتتاحي، واصل تورام تسجيل هدفين، أهدافه الدولية الوحيدة، ومنح فرنسا الفوز 2-1 ليأخذها إلى النهائي حيث تغلب الفريق على البرازيل 3. - 0 للفوز بكأس العالم لأول مرة. حصل تورام على الكرة البرونزية باعتباره ثالث أغلى لاعب في البطولة. كان هو وبيكسنتي ليزارازو ولوران بلان ومارسيل ديسايي يشكلون العمود الفقري للدفاع الفرنسي الذي تلقى هدفين فقط في سبع مباريات.

### كأس العالم 2006
بعد تقاعد دولي قصير، أقنع مدرب فرنسا ريمون دومينيك تورام بالعودة إلى المنتخب الفرنسي في 17 أغسطس 2005، جنبًا إلى جنب مع زملائه في فريق «الجيل الذهبي» زين الدين زيدان وكلود ماكيلي، حيث كافح المنتخب الفرنسي للتأهل لكأس العالم 2006 . كانت شراكة مركز الظهير تورام مع ويليام غالاس هي الأساس لتقدم فرنسا إلى النهائي. حصل تورام على مباراته رقم 116 مع منتخب فرنسا في مباراة دور المجموعات ضد كوريا الجنوبية في لايبزيغ في 18 يونيو 2006. في تلك المباراة، عادل الرقم القياسي لمباريات ديسايي، والذي كسره في المباراة الأخيرة في دور المجموعات، بفوزه 2-0 على توجو في كولونيا في 23 يونيو / حزيران 2006، وفاز مباراته الدولية رقم 117. اختير أفضل لاعب في مباراة نصف النهائي التي فازت فيها فرنسا بنتيجة 1-0 على البرتغال، وهو نفس الامتياز الذي حصل عليه قبل ثماني سنوات في نصف نهائي كأس العالم 1998.

### يورو 2008
في 9 يونيو 2008، تولى تورام الملعب ضد رومانيا في مباراة جماعية، وأصبح أول لاعب يشارك في 15 مباراة نهائية في بطولة أمم أوروبا. سجل زين الدين زيدان ولويس فيجو وكاريل بوبورسكي الرقم القياسي السابق البالغ 14 مباراة. لعب مباراة أخرى خلال البطولة، ورفع عدد مرات ظهوره إلى 16، وهو الرقم القياسي بعد ذلك بأيام قليلة من قبل إدوين فان دير سار من هولندا في ربع النهائي. كان تورام قائد منتخب فرنسا في البطولة. إلى جانب كلود ماكيلي، أعلن اعتزاله كرة القدم الدولية في 17 يونيو 2008، بعد خسارة فرنسا 2-0 أمام إيطاليا. أنهى مسيرته مع المنتخب الوطني باعتباره اللاعب الأكثر مشاركة في فرنسا بـ 142 مباراة.

## روابط خارجية
- ليليان تورام على موقع IMDb (الإنجليزية)
- ليليان تورام على موقع ألو سيني (الفرنسية)
- ليليان تورام على موقع ميوزك برينز (الإنجليزية)
- ليليان تورام على موقع ديسكوغز (الإنجليزية)
- ليليان تورام على موقع قاعدة بيانات الفيلم (الإنجليزية)
- ليليان تورام على موقع الاتحاد الدولي (مؤرشف)  (الإنجليزية)
- ليليان تورام على موقع رابطة كرة القدم الفرنسية للمحترفين (الإنجليزية)
- ليليان تورام على موقع قاعدة بيانات كرة القدم.إي يو (الإنجليزية)
- ليليان تورام على موقع ليكيب (الفرنسية)
- ليليان تورام على موقع ناشيونال فوتبول تيمز (الإنجليزية)
- ليليان تورام على موقع Soccerbase.com (لاعب) (الإنجليزية)
- ليليان تورام على موقع Soccerway.com (الإنجليزية)
- ليليان تورام على موقع عالم كرة القدم.نت (الإنجليزية)
- ليليان تورام على موقع كووورة